# Barra do Lacém
A barra do Lacém é uma barra natural que permite a comunicação entre a Ria Formosa e o Oceano Atlântico, e que separa a Península de Cacela (praia da Fábrica) da Ilha de Cabanas. Situa-se no Parque Natural da Ria Formosa. Na realidade, tratava-se da antiga Barra do Cochicho, que apareceu em 1941 em resultado de um ciclone que teve lugar esse ano. Indirectamente, foi consequência da Barra Artificial de Tavira por volta de 1930, que desestabilizou o movimento dos sedimentos marinhos responsáveis pela criação e manutenção das ilhas-barreira da Ria Formosa. Esta Barra do Cochicho continuou a "mover-se" rapidamente para Leste, estando localizada em frente ao Forte de São João da Barra por volta de 1979, e acabando por se encontrar junto da foz da Ribeira do Lacém já por volta da década de 1990, razão por ter ganho esse nome.
Atualmente, está praticamente em frente a Cacela Velha, devendo o nome mais correto provavelmente ser Barra de Cacela.